# Siergiej Łagutin
Siergiej Łagutin (ur. 14 stycznia 1981 w Ferganie) – rosyjski kolarz szosowy, mistrz świata do lat 23. Do 23 listopada 2013 reprezentował Uzbekistan, jednak zmienił swoje obywatelstwo na rosyjskie.
Karierę zawodową rozpoczął w 2004 w belgijskim zespole Landbouwkrediet-Colnago, w której jeździł przez dwa sezony. Później startował dwa lata w USA w Navigators, a w 2008 w szwedzkiej drużynie Cycle Collstrop.
Jest dziesięciokrotnym mistrzem Uzbekistanu w wyścigu ze startu wspólnego (2003–2006, 2008−2012) i jeździe indywidualnej na czas (2005−2006).

## Najważniejsze zwycięstwa i sukcesy
2003
- mistrzostwo świata do lat 23 ze startu wspólnego

2005
- 1. miejsce w Kamioenschap van Vlaanderen
- mistrzostwo kraju w wyścigu ze startu wspólnego
- mistrzostwo kraju w jeździe ind. na czas
- 5. miejsce w Grand Prix de Wallonie
- 6. miejsce w Post Danmark Rundt

2006
- klasyfikacja sprinterska w Tour of Utah
- mistrzostwo kraju w wyścigu ze startu wspólnego
- mistrzostwo kraju w jeździe ind. na czas
- 3. miejsce w Grote Prijs Jef Scherens
- 4. miejsce w Brussels Cycling Classic
- 5. miejsce w Grand Prix d’Isbergues

2007
- 2. miejsce w Hel van het Mergelland

2008
- 1. miejsce w Tour de Korea
  - wygrany 4. etap
  - wygrana klasyfikacja górska
- mistrzostwo kraju w wyścigu ze startu wspólnego
- 4. miejsce w wyścigu Belgium Tour

2009
- mistrzostwo kraju w wyścigu ze startu wspólnego
- 6. miejsce w Route du Sud

2010
- mistrzostwo kraju w wyścigu ze startu wspólnego
- 5. miejsce w Circuit de Lorraine Professionnel
- 10. miejsce w Tour de Pologne

2011
- mistrzostwo kraju w wyścigu ze startu wspólnego
- 5. miejsce w Classic Loire Atlantique
- 15. miejsce w Vuelta a España

2012
- 1. miejsce w Grosser Preis des Kantons Aargau
- mistrzostwo kraju w wyścigu ze startu wspólnego
- 5. miejsce w igrzyskach olimpijskich (start wspólny)
- 5. miejsce w Vuelta a Andalucía

2013
- 4. miejsce w Tour du Limousin

2014
- 1. miejsce w Mayor Cup
- 2. miejsce w Grand Prix of Sochi
  - 1. miejsce na 1. etapie
- 2. miejsce w Five Rings of Moscow
  - 1. miejsce na 3. etapie
- 2. miejsce w Grand Prix of Adygeya
- 3. miejsce w Tour of Almaty
- 5. miejsce w Tour de Luxembourg

2015
- 3. miejsce w Tour de Wallonie
- 4. miejsce w Tour of Alberta

2016
- 1. miejsce na 8. etapie Vuelta a España